# کوکوچین
کوکوچین (انگلیسی: Kököchin؛ زادهٔ ۱ ژانویهٔ ۱۲۷۴) است. شاهزاده خانم مغول قرن سیزدهم از دودمان یوآن در چین که متعلق به قبیله مغول از بایوت (Ch: 伯牙) بود. در سال ۱۲۹۱، وی توسط خان بزرگ مغول قوبلای خان با ارغون‌خان نامزد شد. اما در سال ۱۲۹۳ به هنگام رسیدن وی به ایران ارغون‌خان درگذشت و او با فرزندش غازان خان ازدواج کرد. گزارش سفر شاهزاده خانم به پارس توسط مارکو پولو نقل شده‌است.